# أم خنصر
أم خنصر هي هجرة تبعد عن عرعر حوالي 60 كيلاً جهة الشرق، وتقع على الخط الدولي الذي يربط عرعر برفحا. وتعد هذه الهجرة هي الأقدم بين بقية الهجر المجاورة. يوجد بالهجرة مستشفى وبلدية وعدد من الإدارة الحكومية، يبلغ عدد سكان الهجرة (5000) نسمة. يتبع بلدية أم خنصر كل من، مركز السليمانية، وقريه أم خنصر، وقريه أم سعيد، وهجرة الشاظي بن بكر.